# Oceanografi

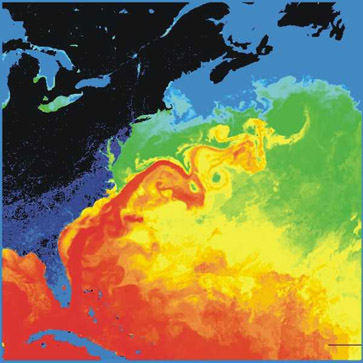
Golfströmmens temperatur vid Nordamerikas östkust

Oceanografi (av grekiska: Oκεανός, "Okeanos" och γράφειν, "skriva") eller oceanologi är vetenskapen om jordens oceaner och hav. Oceanografi är ett mycket brett forskningsområde där haven studeras ur fysiskt, kemiskt, biologiskt och geologiskt perspektiv och bland annat omfattar plattektonik, havsströmmar och meteorologi.
I Sverige råder viss språklig förvirring när det gäller namnet oceanografi. En oceanograf av idag i Sverige arbetar endast med havets strömmar, temperaturer, vågor etc, motsvarigheten till meteorologi på land. En maringeolog arbetar med bottensedimenten osv. När man pratar om oceanografins historia och oceanografi utanför Sverige så innefattar oceanografi alla discipliner av havet. Med andra ord kan man i USA vara oceanograf med maringeologisk inriktning, medan i Sverige skulle man bara vara maringeolog. Detta kallas ibland oceanografin i sin vidare respektive snävare betydelse.

## Historia
De första försöken att utforska haven begränsade sig till havsytan och de djur som fiskare fångade. Men när forskningsresande som Bougainville och Cook började utforska södra Stilla havet inkluderades havet i sig i deras rapporter. James Rennell skrev de första verken som avhandlade havsströmarna i Atlanten och Indiska oceanen i slutet av 1700-talet och början av 1800-talet. Sir James Clark Ross var den förste som började loda djuphavet 1840. Charles Darwin publicerade en avhandling om korallrev och atollernas bildande. Djupen bortom de branta kontinentalsocklarna upptäcktes inte förrän 1849. Matthew Fontaine Maurys Physical Geography of the Sea 1855 var det första verket om oceanografi. Genom hans verk kunde den första framgångsrika dragningen av en transatlantisk kabel 1858 bekräfta existensen av mittatlantiska ryggen. Den stora mängd botaniska och zoologiska information som insamlades under 1800-talets andra hälft gjorde att många vetenskapsmän upplevde den mest mytologiska och anekdotiska kunskapen om haven som påtaglig.

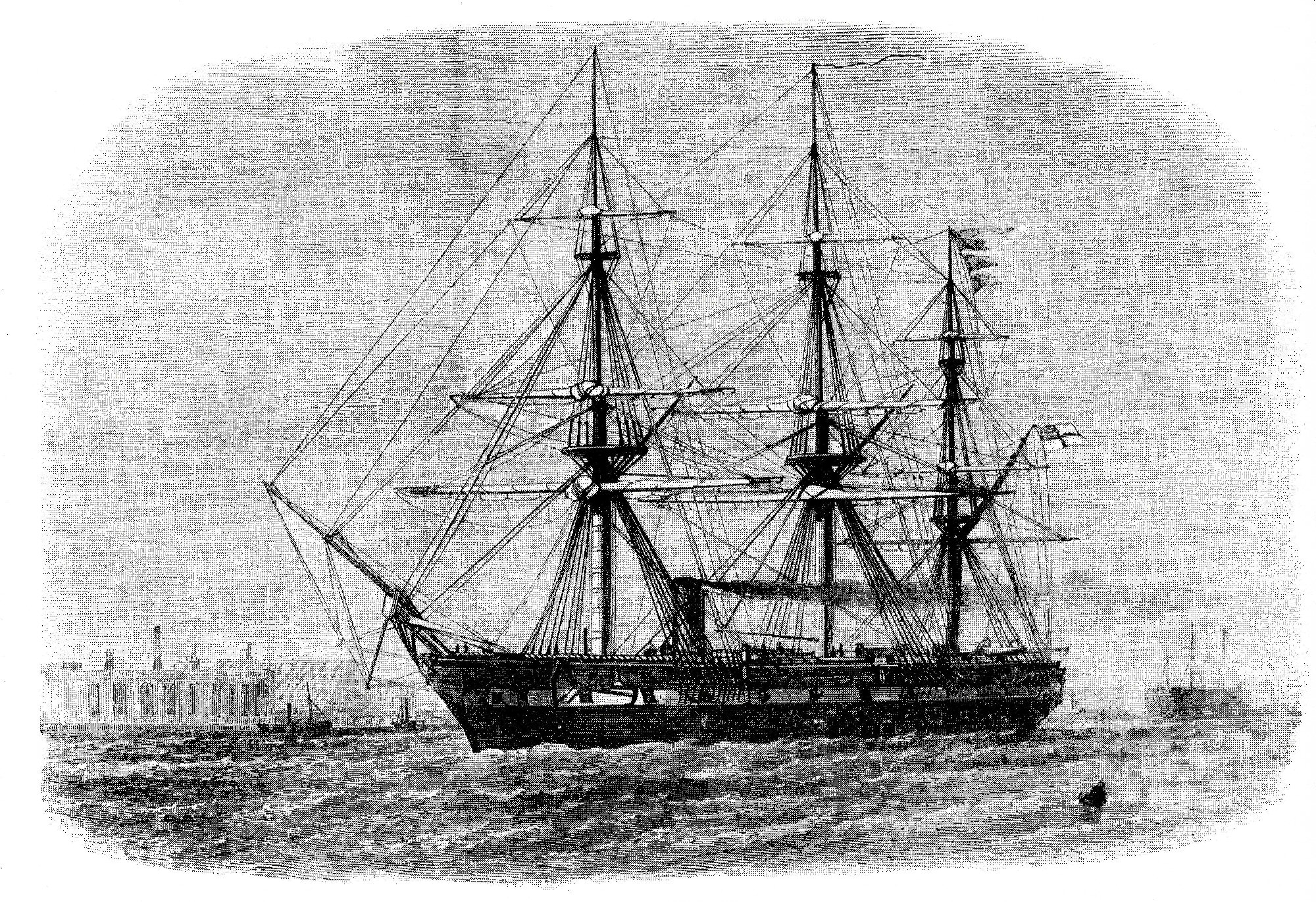
HMS Challenger

Som vetenskap föddes oceanografin 1872–76 med skottarna Charles Wyville Thomsons och John Murrays Challengerexpedition, ett företag som snart fick europeiska och amerikanska efterföljare. Snart grundades oceanografiska institut runt om i världen följt av grundandet av det internationella organet Internationella Havsforskningsrådet 1901 och Internationella hydrografiska byrån (IHB, senare International Hydrographic Organization, IHO) 1921.
I Sverige grundades Statens Meteorologiska Centralanstalt (MCA) 1873 och Hydrografiska byrån (HB) 1908. Dessa institutioner slogs 1919 samman till Statens Meteorologisk-Hydrologiska Anstalt (SMHA) som 1945 bytte namn till Sveriges Meteorologiska och Hydrologiska Institut (SMHI).
Forskning inom oceanografi bedrivs i Sverige vid bland annat vid SMHI i Norrköping och Göteborg, Naturvetenskapliga fakulteten vid Göteborgs universitet och vid Meteorologiska institutionen vid Stockholms universitet.